# Seznam vrcholů ve Slovenském ráji

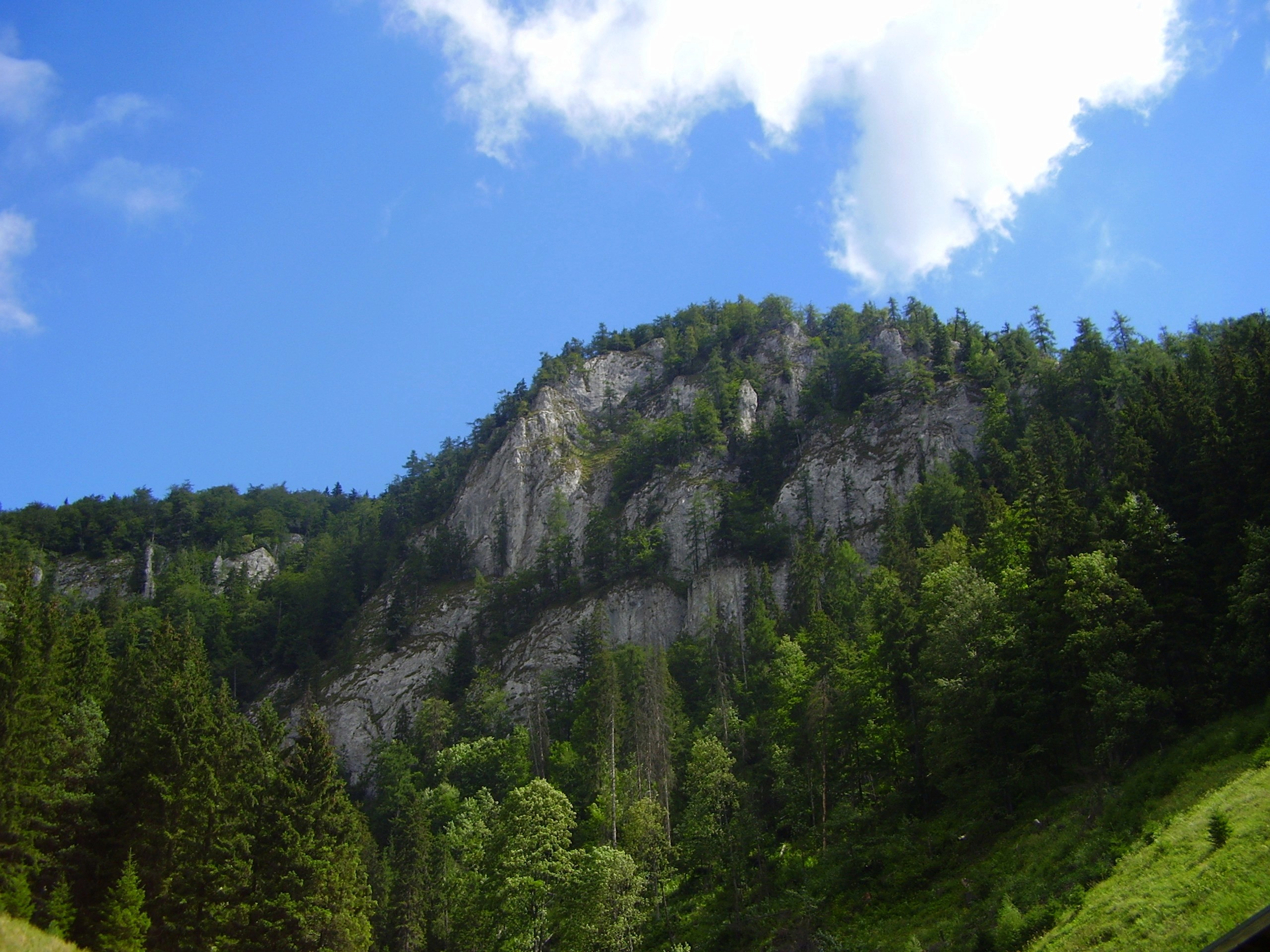
Havrania skala (1156 m)

Seznam vrcholů ve Slovenském ráji zahrnuje pojmenované vrcholy s nadmořskou výškou nad 1000 m. K sestavení seznamu bylo použito map dostupných na stránkách hiking.sk. Jako hranice pohoří byly uvažovány hranice stejnojmenného geomorfologického podcelku.

## Seznam vrcholů
| #   | Vrchol           | Výška (m) | Souřadnice                       | Přístup                   |
| --- | ---------------- | --------- | -------------------------------- | ------------------------- |
| 1.  | Ondrejisko       | 1272      | 48°51′25″ s. š., 20°15′55″ v. d. | červená turistická značka |
| 2.  | Javorina         | 1186      | 48°53′28″ s. š., 20°15′59″ v. d. | neznačeno                 |
| 3.  | Honzovské        | 1172      | 48°51′30″ s. š., 20°17′37″ v. d. | neznačeno                 |
| 4.  | Gregová          | 1168      | 48°51′55″ s. š., 20°12′12″ v. d. | neznačeno                 |
| 5.  | Remiaška         | 1168      | 48°53′03″ s. š., 20°19′54″ v. d. | neznačeno                 |
| 6.  | Havrania skala   | 1156      | 48°53′25″ s. š., 20°20′40″ v. d. | žlutá turistická značka   |
| 7.  | Duča             | 1142      | 48°52′04″ s. š., 20°19′02″ v. d. | neznačeno                 |
| 8.  | Vahan            | 1139      | 48°54′18″ s. š., 20°18′54″ v. d. | neznačeno                 |
| 9.  | Cigánka          | 1137      | 48°53′57″ s. š., 20°20′47″ v. d. | neznačeno                 |
| 10. | Kopanec          | 1132      | 48°54′09″ s. š., 20°17′24″ v. d. | neznačeno                 |
| 11. | Kopa             | 1128      | 48°52′43″ s. š., 20°16′12″ v. d. | neznačeno                 |
| 12. | Suchý vrch       | 1122      | 48°53′24″ s. š., 20°23′34″ v. d. | neznačeno                 |
| 13. | Gačovská skala   | 1113      | 48°52′31″ s. š., 20°22′45″ v. d. | neznačeno                 |
| 14. | Lipovec          | 1112      | 48°54′10″ s. š., 20°20′13″ v. d. | neznačeno                 |
| 15. | Doštianky        | 1110      | 48°52′54″ s. š., 20°17′33″ v. d. | neznačeno                 |
| 16. | Červená skala    | 1109      | 48°53′44″ s. š., 20°24′50″ v. d. | neznačeno                 |
| 17. | Holý kameň       | 1107      | 48°53′48″ s. š., 20°25′49″ v. d. | neznačeno                 |
| 18. | Marčeková        | 1101      | 48°52′35″ s. š., 20°20′46″ v. d. | neznačeno                 |
| 19. | Popová           | 1099      | 48°53′53″ s. š., 20°14′25″ v. d. | neznačeno                 |
| 20. | Štrbáková        | 1078      | 48°53′44″ s. š., 20°19′31″ v. d. | neznačeno                 |
| 21. | Rakytovec        | 1068      | 48°52′02″ s. š., 20°14′14″ v. d. | neznačeno                 |
| 22. | Bykárka          | 1058      | 48°54′48″ s. š., 20°24′02″ v. d. | neznačeno                 |
| 23. | Koč              | 1057      | 48°54′56″ s. š., 20°19′39″ v. d. | neznačeno                 |
| 24. | Tri kopce        | 1056      | 48°56′10″ s. š., 20°18′10″ v. d. | neznačeno                 |
| 25. | Vysoká           | 1036      | 48°56′52″ s. š., 20°18′01″ v. d. | neznačeno                 |
| 26. | Zbojnícka        | 1036      | 48°52′34″ s. š., 20°12′29″ v. d. | neznačeno                 |
| 27. | Skala            | 1035      | 48°51′59″ s. š., 20°21′36″ v. d. | neznačeno                 |
| 28. | Prostredný vŕšok | 1020      | 48°53′08″ s. š., 20°13′17″ v. d. | neznačeno                 |
| 29. | Barbolica        | 1013      | 48°55′08″ s. š., 20°15′16″ v. d. | neznačeno                 |
| 30. | Baba             | 1000      | 48°57′38″ s. š., 20°18′27″ v. d. | neznačeno                 |